# Nordmarks domsagas valkrets
Nordmarks domsagas valkrets (alternativa namn Nordmarks härads valkrets och Nordmarks härads domsagas valkrets) var i riksdagsvalen till andra kammaren 1866–1908 en egen valkrets med ett mandat. Valkretsen, som motsvarade Nordmarks härad, avskaffades vid införandet av proportionellt valsystem 1911 och uppgick i Värmlands läns västra valkrets.

## Riksdagsmän
- Anders Jonsson, lmp 1867, nylib 1868–1869 (1867–1869)
- Olof Olsson, lmp (1870–1872)
- Niklas Biesèrt, lmp (1873–1881)
- Nils Nilsson (1882–1887)
- Erik Andersson, gamla lmp (1888–1890)
- Nils Nilsson, gamla lmp (1891–1893)
- Erik Andersson, gamla lmp 1894, lmp 1895, vilde 1896–1897, Bondeska 1898–1899 (1894–1899)
- Elof Biesèrt, lib s (1900–1907)
- Fredrik Canell, högervilde 1908–1909, nfr 1911 (1908–1911)

## Valresultat

### 1887 A
| Andrakammarvalet i Sverige 1887 (vår): Nordmarks domsagas valkrets | Andrakammarvalet i Sverige 1887 (vår): Nordmarks domsagas valkrets | Andrakammarvalet i Sverige 1887 (vår): Nordmarks domsagas valkrets | Andrakammarvalet i Sverige 1887 (vår): Nordmarks domsagas valkrets | Andrakammarvalet i Sverige 1887 (vår): Nordmarks domsagas valkrets | Andrakammarvalet i Sverige 1887 (vår): Nordmarks domsagas valkrets |
| Parti                                                              | Parti                                                              | Kandidat                                                           | Röster                                                             | %                                                                  | ±                                                                  |
| ------------------------------------------------------------------ | ------------------------------------------------------------------ | ------------------------------------------------------------------ | ------------------------------------------------------------------ | ------------------------------------------------------------------ | ------------------------------------------------------------------ |
|                                                                    | Partilös frihandlare                                               | Nils Nilsson                                                       | 29                                                                 | 100,0                                                              |                                                                    |
| Valdeltagande                                                      | Valdeltagande                                                      | Valdeltagande                                                      | 329                                                                | 35,3                                                               |                                                                    |

Valet ägde rum den 22 april 1887 och förrättades av 29 elektorer. Inga röster kasserades.

### 1887 B
| Andrakammarvalet i Sverige 1887 (september): Nordmarks domsagas valkrets | Andrakammarvalet i Sverige 1887 (september): Nordmarks domsagas valkrets | Andrakammarvalet i Sverige 1887 (september): Nordmarks domsagas valkrets | Andrakammarvalet i Sverige 1887 (september): Nordmarks domsagas valkrets | Andrakammarvalet i Sverige 1887 (september): Nordmarks domsagas valkrets | Andrakammarvalet i Sverige 1887 (september): Nordmarks domsagas valkrets |
| Parti                                                                    | Parti                                                                    | Kandidat                                                                 | Röster                                                                   | %                                                                        | ±                                                                        |
| ------------------------------------------------------------------------ | ------------------------------------------------------------------------ | ------------------------------------------------------------------------ | ------------------------------------------------------------------------ | ------------------------------------------------------------------------ | ------------------------------------------------------------------------ |
|                                                                          | Gamla lantmannapartiet                                                   | Erik Andersson                                                           | 18                                                                       | 60,0                                                                     |                                                                          |
|                                                                          | Partilös frihandlare                                                     | Nils Nilsson                                                             | 12                                                                       | 40,0                                                                     | -60,0                                                                    |
| Valdeltagande                                                            | Valdeltagande                                                            | Valdeltagande                                                            | 277                                                                      | 23,6                                                                     |                                                                          |

Valet ägde rum den 5 september 1887 och förrättades av 30 elektorer. Inga röster kasserades.

### 1890
| Andrakammarvalet i Sverige 1890: Nordmarks domsagas valkrets | Andrakammarvalet i Sverige 1890: Nordmarks domsagas valkrets | Andrakammarvalet i Sverige 1890: Nordmarks domsagas valkrets | Andrakammarvalet i Sverige 1890: Nordmarks domsagas valkrets | Andrakammarvalet i Sverige 1890: Nordmarks domsagas valkrets | Andrakammarvalet i Sverige 1890: Nordmarks domsagas valkrets |
| Parti                                                        | Parti                                                        | Kandidat                                                     | Röster                                                       | %                                                            | ±                                                            |
| ------------------------------------------------------------ | ------------------------------------------------------------ | ------------------------------------------------------------ | ------------------------------------------------------------ | ------------------------------------------------------------ | ------------------------------------------------------------ |
|                                                              | Gamla lantmannapartiet                                       | Nils Nilsson                                                 | 19                                                           | 63,3                                                         | +23,3                                                        |
|                                                              | Gamla lantmannapartiet                                       | Erik Andersson                                               | 11                                                           | 36,7                                                         | -23,3                                                        |
| Valdeltagande                                                | Valdeltagande                                                | Valdeltagande                                                | 589                                                          | 39,3                                                         |                                                              |

Valet ägde rum den 27 augusti 1890 och förrättades av 30 elektorer. Inga röster kasserades.

### 1893
| Andrakammarvalet i Sverige 1893: Nordmarks domsagas valkrets | Andrakammarvalet i Sverige 1893: Nordmarks domsagas valkrets | Andrakammarvalet i Sverige 1893: Nordmarks domsagas valkrets | Andrakammarvalet i Sverige 1893: Nordmarks domsagas valkrets | Andrakammarvalet i Sverige 1893: Nordmarks domsagas valkrets | Andrakammarvalet i Sverige 1893: Nordmarks domsagas valkrets |
| Parti                                                        | Parti                                                        | Kandidat                                                     | Röster                                                       | %                                                            | ±                                                            |
| ------------------------------------------------------------ | ------------------------------------------------------------ | ------------------------------------------------------------ | ------------------------------------------------------------ | ------------------------------------------------------------ | ------------------------------------------------------------ |
|                                                              | Gamla lantmannapartiet                                       | Erik Andersson                                               | 16                                                           | 55,2                                                         | +18,5                                                        |
|                                                              | Gamla lantmannapartiet                                       | Nils Nilsson                                                 | 7                                                            | 24,1                                                         | -39,2                                                        |
|                                                              | Partilös liberal                                             | Elof Biesèrt                                                 | 6                                                            | 20,7                                                         |                                                              |
| Valdeltagande                                                | Valdeltagande                                                | Valdeltagande                                                | 367                                                          | 22,2                                                         |                                                              |

Valet ägde rum den 4 september 1893 och förrättades av 29 elektorer. Inga röster kasserades.

### 1896
| Andrakammarvalet i Sverige 1896: Nordmarks domsagas valkrets | Andrakammarvalet i Sverige 1896: Nordmarks domsagas valkrets | Andrakammarvalet i Sverige 1896: Nordmarks domsagas valkrets | Andrakammarvalet i Sverige 1896: Nordmarks domsagas valkrets | Andrakammarvalet i Sverige 1896: Nordmarks domsagas valkrets | Andrakammarvalet i Sverige 1896: Nordmarks domsagas valkrets |
| Parti                                                        | Parti                                                        | Kandidat                                                     | Röster                                                       | %                                                            | ±                                                            |
| ------------------------------------------------------------ | ------------------------------------------------------------ | ------------------------------------------------------------ | ------------------------------------------------------------ | ------------------------------------------------------------ | ------------------------------------------------------------ |
|                                                              | Partilös frihandlare                                         | Erik Andersson                                               | 454                                                          | 54,6                                                         | -0,6                                                         |
|                                                              | Folkpartiet                                                  | Elof Biesèrt                                                 | 373                                                          | 44,9                                                         | +24,2                                                        |
|                                                              | Annat                                                        | Övriga kandidater                                            | 4                                                            | 0,5                                                          |                                                              |
| Valdeltagande                                                | Valdeltagande                                                | Valdeltagande                                                | 833                                                          | 47,1                                                         |                                                              |

Valet ägde rum den 2 september 1896. 2 röster kasserades.

### 1899
| Andrakammarvalet i Sverige 1899: Nordmarks domsagas valkrets | Andrakammarvalet i Sverige 1899: Nordmarks domsagas valkrets | Andrakammarvalet i Sverige 1899: Nordmarks domsagas valkrets | Andrakammarvalet i Sverige 1899: Nordmarks domsagas valkrets | Andrakammarvalet i Sverige 1899: Nordmarks domsagas valkrets | Andrakammarvalet i Sverige 1899: Nordmarks domsagas valkrets |
| Parti                                                        | Parti                                                        | Kandidat                                                     | Röster                                                       | %                                                            | ±                                                            |
| ------------------------------------------------------------ | ------------------------------------------------------------ | ------------------------------------------------------------ | ------------------------------------------------------------ | ------------------------------------------------------------ | ------------------------------------------------------------ |
|                                                              | Liberala samlingspartiet                                     | Elof Biesèrt                                                 | 640                                                          | 59,1                                                         | +14,2                                                        |
|                                                              | Partilös konservativ                                         | Fredrik Canell                                               | 436                                                          | 40,3                                                         |                                                              |
|                                                              | Annat                                                        | Övriga kandidater                                            | 6                                                            | 0,6                                                          |                                                              |
| Valdeltagande                                                | Valdeltagande                                                | Valdeltagande                                                | 1,237                                                        | 65,6                                                         |                                                              |

Valet ägde rum den 27 augusti 1899. 155 röster kasserades.

### 1902
| Andrakammarvalet i Sverige 1902: Nordmarks domsagas valkrets | Andrakammarvalet i Sverige 1902: Nordmarks domsagas valkrets | Andrakammarvalet i Sverige 1902: Nordmarks domsagas valkrets | Andrakammarvalet i Sverige 1902: Nordmarks domsagas valkrets | Andrakammarvalet i Sverige 1902: Nordmarks domsagas valkrets | Andrakammarvalet i Sverige 1902: Nordmarks domsagas valkrets |
| Parti                                                        | Parti                                                        | Kandidat                                                     | Röster                                                       | %                                                            | ±                                                            |
| ------------------------------------------------------------ | ------------------------------------------------------------ | ------------------------------------------------------------ | ------------------------------------------------------------ | ------------------------------------------------------------ | ------------------------------------------------------------ |
|                                                              | Liberala samlingspartiet                                     | Elof Biesèrt                                                 | 306                                                          | 82,7                                                         | +23,6                                                        |
|                                                              | Partilös högersinnad                                         | Nils Olsson                                                  | 59                                                           | 15,9                                                         |                                                              |
|                                                              | Annat                                                        | Övriga kandidater                                            | 5                                                            | 1,4                                                          |                                                              |
| Valdeltagande                                                | Valdeltagande                                                | Valdeltagande                                                | 406                                                          | 22,3                                                         |                                                              |

Valet ägde rum den 6 september 1902. 36 röster kasserades.

### 1905
| Andrakammarvalet i Sverige 1905: Nordmarks domsagas valkrets | Andrakammarvalet i Sverige 1905: Nordmarks domsagas valkrets | Andrakammarvalet i Sverige 1905: Nordmarks domsagas valkrets | Andrakammarvalet i Sverige 1905: Nordmarks domsagas valkrets | Andrakammarvalet i Sverige 1905: Nordmarks domsagas valkrets | Andrakammarvalet i Sverige 1905: Nordmarks domsagas valkrets |
| Parti                                                        | Parti                                                        | Kandidat                                                     | Röster                                                       | %                                                            | ±                                                            |
| ------------------------------------------------------------ | ------------------------------------------------------------ | ------------------------------------------------------------ | ------------------------------------------------------------ | ------------------------------------------------------------ | ------------------------------------------------------------ |
|                                                              | Liberala samlingspartiet                                     | Elof Biesèrt                                                 | 325                                                          | 90,5                                                         | +7,8                                                         |
|                                                              | Partilös högersinnad                                         | Fredrik Johansson                                            | 32                                                           | 8,9                                                          |                                                              |
|                                                              | Annat                                                        | Övriga kandidater                                            | 2                                                            | 0,6                                                          |                                                              |
| Valdeltagande                                                | Valdeltagande                                                | Valdeltagande                                                | 359                                                          | 20,3                                                         |                                                              |

Valet ägde rum den 9 september 1905. Inga röster kasserades.

### 1908
| Andrakammarvalet i Sverige 1908: Nordmarks domsagas valkrets | Andrakammarvalet i Sverige 1908: Nordmarks domsagas valkrets | Andrakammarvalet i Sverige 1908: Nordmarks domsagas valkrets | Andrakammarvalet i Sverige 1908: Nordmarks domsagas valkrets | Andrakammarvalet i Sverige 1908: Nordmarks domsagas valkrets | Andrakammarvalet i Sverige 1908: Nordmarks domsagas valkrets |
| Parti                                                        | Parti                                                        | Kandidat                                                     | Röster                                                       | %                                                            | ±                                                            |
| ------------------------------------------------------------ | ------------------------------------------------------------ | ------------------------------------------------------------ | ------------------------------------------------------------ | ------------------------------------------------------------ | ------------------------------------------------------------ |
|                                                              | Högervilde                                                   | Fredrik Canell                                               | 838                                                          | 53,6                                                         |                                                              |
|                                                              | Liberala samlingspartiet                                     | Elof Biesèrt                                                 | 726                                                          | 46,4                                                         | -44,1                                                        |
| Valdeltagande                                                | Valdeltagande                                                | Valdeltagande                                                | 1,564                                                        | 74,5                                                         |                                                              |

Valet ägde rum den 19 september 1908. Inga röster kasserades.